# Leerplan
Een leerplan of curriculum omschrijft de leerdoelen en eindtermen die de leerlingen voor een bepaald vak moeten behalen en de strategie om die te bereiken. Het plan wat betreft het leren kun je op zijn kwaliteit beoordelen door te kijken naar de mate waarin de ontworpen leerprocessen effectief en efficiënt zijn. Dit geeft echter alleen de deugdelijkheid aan uitgaande van het moment van ontwerp. Een leerplan kan door flexibiliteit en creativiteit wat betreft het leren, ook de tand des tijds op respectievelijk korte en lange termijn doorstaan.

## Vlaanderen
In Vlaanderen is het een wettelijk verplicht document. Met andere woorden, men kan in Vlaanderen geen (door de overheid gesubsidieerd en erkend) onderricht geven als daarvoor geen goedgekeurd leerplan bestaat.
Concreet wordt in het leerplan omschreven welke leerstofonderdelen moeten worden behandeld. In de meeste leerplannen wordt onderscheid gemaakt tussen "kernleerstof" (de belangrijkste topics, die alle leerlingen onder de knie zouden moeten kunnen krijgen) en "uitbreidingsleerstof", waarmee leerkrachten binnen een klas dus kunnen differentiëren. Zo wordt voor wiskunde in de derde graad ASO het behandelen van afgeleiden en limieten tot de kernleerstof gerekend, terwijl integralen vaak bij de uitbreidingsleerstof zit.
Het opstellen van leerplannen is geen eenvoudige zaak. Meestal worden ze daarom niet per school, maar per onderwijsnet opgesteld door werkgroepen van (ervaren) leraren:
- Bij het opstellen van het leerplan komen niet alleen inhoudelijke vak-aspecten aanbod. Soms weerspiegelt het leerplan ook de visie ("pedagogisch project") van de onderwijsverstrekker. Zo is bij het leerplan Nederlands de discussie of ook de Zuid-Afrikaanse literatuur moet behandeld worden. Met andere woorden: men  stelt zich de vraag "wat is het waard om onderwezen te worden".
- Leerplannen moeten ook geregeld worden bijgesteld:
  - vooral in de studierichtingen van het technisch en beroepsonderwijs, omdat die de technologische evolutie moeten volgen. Zo heeft bijvoorbeeld in de studierichting "Handel" de inhoud van het vak "steno-dactylo" een verandering ondergaan naar "tekstverwerking".
  - ook in andere vakken weerspiegelen de leerplannen de evolutie in het denken over het vak en het onderwijs. Zo is het leerplan "Moedertaal" in de eerste graad van het secundair onderwijs meer de nadruk gaan leggen op taalvaardigheid, waar het eerder vooral de taalkennis behandelde.
- Ook moeten de leerplannen over de verschillende leerjaren op elkaar aansluiten. Als het leerplan geschiedenis in het derde jaar secundair onderwijs bijvoorbeeld de nadruk legt op de geschiedenis van Oudheid en de Grieks-Romeinse tijd, dan is het logisch dat middeleeuwen en renaissance in een hoger jaar aan bod komen.
- Zelfs tussen leerplannen van verschillende leervakken moet er voldoende coherentie zijn. Het heeft geen zin in de fysica het onderwerp "trillingen" te behandelen, als eerder in het vak wiskunde niet minstens de "cosinus en sinus" werd uitgelegd.

Er zijn dus honderden leerplannen, want voor elk leervak verschilt het leerplan van leerjaar tot leerjaar, en van onderwijsvorm tot onderwijsvorm, zelfs van studierichting tot studierichting.
- Gemeenschapsonderwijs: ontwikkelt leerplannen voor haar scholen
- Vrije katholieke scholen: werken samen in netverband aan netgebonden leerplannen
- Gemeente- en provinciale scholen zijn vrij in de keuze van ontwikkelde leerplannen.

Alvorens ze mogen worden gebruikt, moeten de leerplannen ook nog door de Vlaamse overheid goedgekeurd worden. Het ministerie gaat met name na of het leerplan in overeenstemming is met de eindtermen en ontwikkelingsdoelen voor de desbetreffende leerlingengroep.
Eens de leerplannen goedgekeurd, dienen zij ook als basis voor het opstellen van handboeken door educatieve uitgeverijen.

## Nederland
In Nederland worden de eisen waaraan leerplannen van scholen moeten voldoen vastgesteld door het ministerie van Onderwijs. In het basisonderwijs en de basisvorming gebeurt dat aan de hand van kerndoelen. Voor het basisonderwijs zijn de kerndoelen inmiddels van 122 in 1993 teruggebracht naar 58 in 2006. Vanaf het schooljaar 2009/2010 dienen alle kerndoelen op de basisscholen te zijn ingevoerd. De kerndoelen richten zich op leergebieden als de talen, rekenen/wiskunde, oriëntatie op jezelf en wereld, kunstzinnige oriëntatie en bewegingsonderwijs. Als ondersteuning voor de scholen zijn de kerndoelen uitgewerkt in concrete activiteiten. Het ministerie van onderwijs heeft voor het voortgezet onderwijs ook examenprogramma's vastgesteld. Deze examens worden voor een deel landelijk afgenomen, gemaakt door een aparte commissie: Centrale examencommissie vaststelling opgaven. Daarnaast stelt het ministerie eisen aan het aantal uren dat aan een vak besteed moet worden. Binnen die kaders kunnen scholen hun eigen leerplan vaststellen.